# René Concha Lezama
René Concha Lezama es un político peruano que ocupó el cargo de Presidente del gobierno regional del Cusco el año 2014 para completar el periodo de Jorge Acurio con quien fue elegido como vicepresidente.

## Biografía
Nació en Santa Teresa, capital del distrito homónimo en la provincia amazónica de La Convención, al norte del departamento del Cusco. Cursó sus estudios primarios y secundarios en la ciudad de Quillabamba, en la Institución Educativa 701 y en la Institución Educativa Manco II, respectivamente. En 1971 inició sus estudios de Administración en la Universidad Nacional San Antonio Abad en la ciudad del Cusco, terminándolos en diciembre de 1978. Posteriormente, entre 1997 y 1998, cursó estudios de posgrado en la Universidad Nacional Mayor de San Marcos, en la ciudad de Lima, obteniendo el grado de Magíster en Administración y Marketing. Al año siguiente, curó el doctorado en Administración en la Universidad Nacional Federico Villarreal en la ciudad de Lima obteniendo dicho grado en el año 2000.
Desde el mes de septiembre de 1982 ingresó a trabajar en la Universidad San Antonio Abad ocupando el cargo de Vicerrector Administrativo.
Nunca estuvo afiliado a ningún partido político por lo que su participación política se inició en el 2010 cuando se lanzó como candidato a vicepresidente regional del Cusco junto con la candidatura de Jorge Acurio Tito por la agrupación "Gran Alianza Nacionalista Cusco". En las elecciones regionales obtuvieron el 33.369% de los votos saliendo elegidos. Inició su desempeño como vicepresidente el 1 de enero del 2011.
Jorge Acurio Tito fue vacado en el mes de diciembre del 2013 debido a que fue condenado por el delito de colusión por un hecho ocurrido el año 2006 en la provincia de Calca. Ante esta vacancia, Concha Lezama asumió desde el 3 de enero del 2014 la presidencia regional para completar el periodo de gobierno.

## Caso Odebretch
Durante las investigaciones llevadas adelante por el Caso Odebretch se señala que durante el periodo que Concha estuvo en el poder no se aplicaron penalidades al Consorcio Odebretch por la construcción de Vía de Evitamiento Cusco. Incluso se señala que para ello se redujeron, en el último de la gestión de Concha, las metas contractuales que el Consorcio debía cumplir en aquella obra. Por este hecho, el exfuncionario Jorge Luis Alanya - director ejecutivo de COPESCO durante el período de Concha - ha sido inhabilitado por la Contraloría General de la República y es investigado por el Ministerio Público.
Asimismo, también se están realizando investigaciones en su contra por supuestos favorecimientos a la empresa OAS relacionados con la reconstrucción del Hospital Antonio Lorena.